# Dwight Macdonald
Dwight Macdonald, né le 24 mars 1906 à New York et mort le 19 décembre 1982 à New York, est un journaliste, écrivain et critique social et politique américain. Figure journalistique du New Yorker, Macdonald a également publié plus de trente essais et comptes rendus dans The New York Review of Books, accompagnant la revue à ses débuts en février 1963. Radical sur le plan politique, il était conservateur sur le plan culturel.

## Biographie
Dwight Macdonald fait ses études à la Phillips Exeter Academy et à l'université Yale. Tout d'abord stagiaire chez Macy's, il rentre rapidement au Time où son ancien camarade de Yale Henry Luce lui propose un poste. À partir de 1929, Macdonald est rédacteur en chef adjoint de Fortune. Comme de nombreux journalistes de Fortune, ses vues politiques se radicalisent au cours de la Grande Dépression, il quitte cette publication en 1936 pour un désaccord éditorial.
Macdonald devient rédacteur en chef de Partisan Review de 1937 à 1943, mais quitte la revue pour fonder son propre journal baptisé Politics de 1944 à 1949. À sa tête, il donne la parole à Lionel Trilling, Mary McCarthy, George Orwell, Bruno Bettelheim et C. Wright Mills. À la même époque il fait partie de la rédaction du New Yorker et contribue à Esquire comme critique de film, devenant petit à petit assez célèbre pour, dans les années 1960, commenter les films dans le The Today Show sur la chaîne NBC.
Macdonald quitte le trotskisme, à l'instar de nombreux intellectuels de l'époque, et se tourne vers le pacifisme et l'anarchisme individualiste. Dans les années 1950, il est farouchement anti-soviétique. Un peu plus tard il devient encore plus farouchement opposé à la guerre du Viêt Nam et accueille avec enthousiasme le mouvement étudiant des années 1960 incarné par des individus comme Abbie Hoffman.
Dans les années 1970, il contribue aux pages littéraires du New York Times.

## Œuvre

### Ouvrages traduits en français
- Le Socialisme sans le progrès (titre original : The Root is Man: Two Essays in Politics), traduit de l'anglais par Célia Izoard, Paris, Éditions La Lenteur, 2011  (ISBN 978-2-9527780-7-7)
- Une tragédie sans héros : essais critiques sur la politique, la guerre et la culture (1938-1957), traduit de l'américain par Grégory Cingal, Saint-Front-sur-Nizonne, Éditions de l'Encyclopédie des Nuisances, 2013  (ISBN 978-2-910386-43-6)

### En anglais
- Fascism and the American Scene (1938) pamphlet
- The War's Greatest Scandal; the Story of Jim Crow in Uniform (1943) pamphlet
- The Responsibility of Peoples: An Essay on War Guilt (1944)
- Henry Wallace: The Man and the Myth (1948)
- The Root is Man: Two Essays in Politics (1953)
- The Ford Foundation: The Men and the Millions - an Unauthorized Biography (1955)
- The Responsibility of Peoples, and Other Essays in Political Criticism (1957)
- Memoirs of a Revolutionist: Essays in Political Criticism (1960)
- Neither Victims nor Executioners by Albert Camus (1960) traducteur
- Parodies: An Anthology from Chaucer to Beerbohm - and After (1960) éditeur
- Against the American Grain: Essays on the Effects of Mass Culture (1962)
- Our Invisible Poor (1963)
- Poems of Edgar Allan Poe (1965) éditeur
- Politics Past (1970)
- Dwight Macdonald on Movies (1971)
- Discriminations: Essays and Afterthoughts 1938-1974 (1974)
- My Past and Thoughts : The Memoirs of Alexandre Herzen (1982) éditeur
- A Moral Temper: The Letters of Dwight Macdonald (2001) édité par Michael Wreszin